# Ernst Retzlaff
Ernst August Ludwig Retzlaff (* 9. Januar 1902 in Freienwalde in Pommern; † 15. Oktober 1934 in Neustrelitz) war ein deutscher Jurist und Politiker. Er war kurzzeitig der Bürgermeister der Stadt Neubrandenburg (1933–1934).

## Biografie
Ernst Retzlaff war der Sohn eines Kaufmanns und Landwirts. Er studierte nach dem Besuch der Oberrealschule in Stargard und der Oberrealschule Steglitz Geschichte und Rechtswissenschaften in Berlin und Marburg. 1929 wurde er in Marburg zum Dr. iur. promoviert.
Während seines Studiums wurde Retzlaff 1921 Mitglied der Burschenschaft Normannia Berlin, seit 1923 war er Mitglied der illegalen Schwarzen Reichswehr. Zum 1. Mai 1931 trat er der NSDAP bei (Mitgliedsnummer 531.330) und war in der SS zuletzt SS-Untersturmführer.
1933 war Retzlaff kommissarisch Bürgermeister von Neustrelitz und wechselte noch 1933 als Bürgermeister nach Neubrandenburg bis zu seinem frühen Tod.
Durch Baumaßnahmen wie den Bau des Fliegerhorstes Trollenhagen und den Ausbau des Fremdenverkehrs wurde in der Zeit die Arbeitslosigkeit in Neubrandenburg reduziert. Im Sinne der NSDAP-Ideologie förderte er die Kultur, die von der Ortgruppe der Partei organisierte Bücherverbrennung auf dem Marktplatz der Stadt war wenige Monate nach Beginn seiner Amtszeit. 
Retzlaff war auch Mitglied des Aufsichtsrates der Überlandzentrale Neubrandenburg AG.

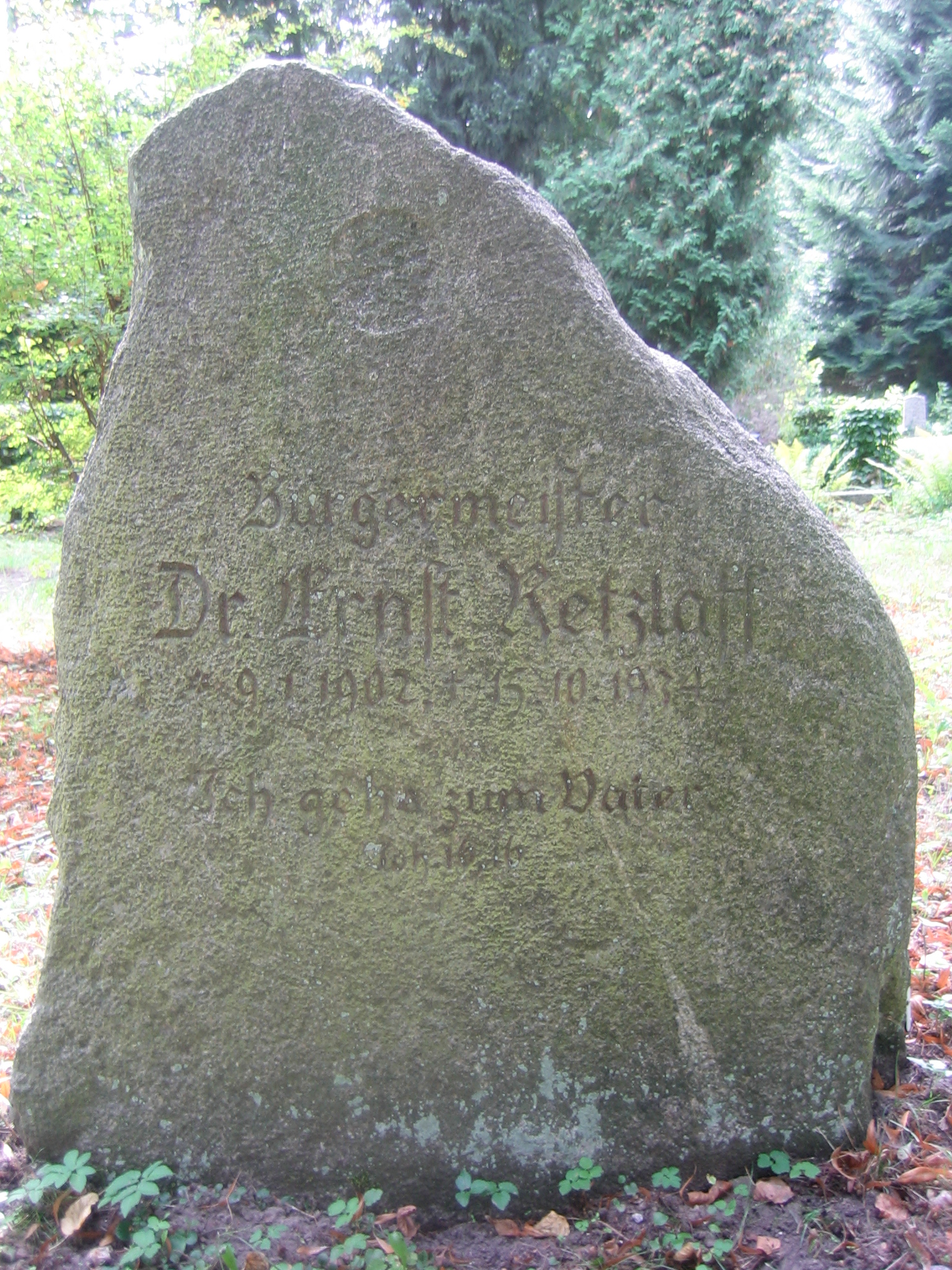
Denkmalgeschützter Grabstein von Ernst Retzlaff auf dem Neuen Friedhof in Neubrandenburg

Ernst Retzlaff, der seit September 1933 verheiratet war, verstarb nach dem Besuch einer Theatervorstellung in Neustrelitz im Carolinenstift Neustrelitz an den Folgen einer Nierenvergiftung. Er wurde im Beisein zahlreicher Repräsentanten aus Staat und Gesellschaft auf dem Neuen Friedhof in Neubrandenburg beigesetzt. Neben Neubrandenburg wurde auch in Neustrelitz halbmast geflaggt. Sein Grabstein ist erhalten und stand von 1999 bis Januar 2023 unter Denkmalschutz.

## Veröffentlichungen
- Die Postreklame und ihre zivilrechtlichen Folgen. Dissertation. Universität Marburg 1929.